# BQP
計算複雑性理論において、BQPとは、量子コンピュータによって誤り確率が高々1/3で多項式時間で解ける決定問題の複雑性クラスである。Bounded-error Quantum Polynomial time の頭文字をとったものである。ある問題がBQPに属すなら、高い確率で正答を返し、多項式時間で実行可能な、量子コンピュータのためのアルゴリズムが存在する。そのアルゴリズムは解がYESのときもNOのときも最大で1/3の確率で間違った答えを返す。
BPPと同じように、定義の1/3というのは0以上1/2未満の任意の定数である。その定数が変化してもBQPは変化しない。

## 他の計算量クラスとの関係
このクラスは量子コンピュータのために定義されたもので、古典コンピュータ（または、ランダムな挙動を許したチューリングマシン）に自然な対応をするクラスはBPPである。
BQPはPとBPPを含み、PPとPSPACEに含まれる。
まとめると以下のような関係がある。
{\displaystyle {\mbox{P}}\subseteq {\mbox{BPP}}\subseteq {\mbox{BQP}}\subseteq {\mbox{PP}}\subseteq {\mbox{PSPACE}}}
BQPとNPの関係については、2010年代ころより、NPを含むPHにBQPが含まれない、ということを示唆する結果がいくつか示されてきている。